# Carlo Caglieris
Carlo Caglieris (nacido el 02 de julio de 1951 en Brescia, Italia)  es un exjugador italiano de baloncesto. Con 1.77 de estatura, jugaba en la posición de base. 

## Equipos
- 1969-1970  Don Bosco Crocetta
- 1970-1971 Libertas Biella
- 1971-1974  Libertas Asti
- 1974-1975 Fortitudo Bologna
- 1975-1981 Virtus Bologna
- 1981-1985 Auxilium Torino
- 1985-1986 Pallacanestro Treviso

## Palmarés clubes
- LEGA: 3

Virtus Bologna: 1976, 1979, 1980.